# Gasteria pillansii
Espèce
Gasteria pillansii est une espèce de plantes à fleurs de la famille des Asphodelacées. C'est une plante succulente originaire d'Afrique australe.